# Birnbrot
Il birnbrot (letteralmente pane alle pere) è un dolce natalizio svizzero. Tale piatto è composto da un ricco impasto che contiene pere e acquavite di ciliegie. Secondo quanto riporta l'Atlas der schweizerischen Volkskunde (Atlante del folclore svizzero) del 1950, esistono due principali tipi di birnbrot: nel primo, una miscela di frutta viene spalmata sull'impasto e arrotolata con esso, mentre il secondo metodo di preparazione consiste nel mescolare la frutta alla pasta e al contempo avvolgerla all'esterno con un impasto.